# Spie come noi
Spie come noi (Spies Like Us) è un film del 1985 diretto da John Landis.

## Trama
Due impiegati della CIA, un brillante analista dati ed un lazzarone perditempo sempre in cerca di scorciatoie, si sottopongono a un test per essere ammessi nei ranghi operativi della famosa Agenzia di Langley, ma i grotteschi tentativi del secondo per barare e copiare condannano entrambi a venire inconsapevolmente scelti come esche da sacrificare in una missione suicida, in modo da permettere a "veri" agenti di passare inosservati.
I due vengono prima assegnati a un improbabile corso di addestramento e poi spediti in Pakistan da dove, dopo essere sfuggiti alla cattura da parte dei sovietici, giungono in Afghanistan e scambiati per dei medici; infine, con l'aiuto dei guerriglieri locali, si infiltrano in Tagikistan, dove si ricongiungono - inaspettatamente - con i veri agenti operativi della CIA inviati sul posto.
Lo scopo della missione, come si scopre, è prendere il controllo di una base TEL (centrale di lancio mobile) e del relativo missile ICBM sovietico, in modo che le forze Usa possano intercettarlo e distruggerlo con un sofisticato sistema laser, in condizioni totalmente simili a quelle di un vero attacco nucleare.
Il sistema fallisce e, di fronte a un impatto nucleare inatteso sugli Stati Uniti, la Terza Guerra Mondiale sembra ormai imminente anche a causa della determinazione dei generali, pronti a sacrificare l'umanità pur di garantire il modello di vita americano; dalla sperduta steppa sovietica le due "spie come noi" hanno i minuti contati per evitare il disastro nucleare oramai imminente.

## Produzione
Il film è costellato di apparizioni-cameo, come quella dei registi Terry Gilliam, Joel Coen, Sam Raimi, Costa-Gavras e Michael Apted, di attori del passato come Bob Hope, del cantante B.B. King, del produttore cinematografico e ideatore di effetti speciali Ray Harryhausen e del produttore Larry Cohen.

## Spies Like Us
La canzone del titolo, Spies Like Us, venne scritta ed eseguita da Paul McCartney. Pubblicata su singolo, raggiunse la posizione numero 7 in classifica negli Stati Uniti all'inizio del 1986, e la numero 13 nel Regno Unito.